# چارلی کالالدین
چارلی کالالدین (انگلیسی: Charlie Calladine; ۲۴ ژانویهٔ ۱۹۱۱ – ۲۹ اکتبر ۱۹۸۳) بازیکن فوتبال اهل بریتانیا بود.
از باشگاه‌هایی که در آن بازی کرده‌است می‌توان به باشگاه فوتبال اسکانتورپ یونایتد، باشگاه فوتبال بلکبرن روورز، باشگاه فوتبال بیرمنگام سیتی، و باشگاه فوتبال گیلفورد سیتی اشاره کرد.